# ارنستو فورمنتی
ارنستو فورمنتی (ایتالیایی: Ernesto Formenti; ۲ اوت ۱۹۲۷ – ۵ اکتبر ۱۹۸۹) بوکسور اهل ایتالیا بود.